# Sergej Bodrov
Sergej Sergejevič Bodrov (27. prosince 1971, Moskva, Sovětský svaz – 20. září 2002 Severní Osetie-Alanie) byl sovětský a ruský filmový režisér, herec, scenárista a moderátor. Hrál v hlavní roli ve filmech Kavkazský zajatec, Bratr, Stringer, Východ-Západ a Bratr 2.

## Tragédie
Je nezvěstný od natáčení filmu Svjaznoj, které probíhalo na Kavkaze. Dne 19. září 2002 se točily scény v horách Vladikavkazu. Přibližně v 19 hodin filmaři natáčení zastavili v důsledku špatných světelných podmínek. Po setmění vyrazila skupina filmařů zpět do města. Podle oficiálních zpráv se ve 20:08 sesunul blok ledu z hory Džimara, spadl na ledovec Kolka, který se utrhnul a začal se sesouvat dolů podél soutěsky, přičemž cestou nabíral kamení. Rozsáhlá záchranná operace trvala několik měsíců, skupina dobrovolníků a příbuzní pohřešovaných osob zůstali na ledovci až do února 2004. Nezvěstných zůstalo více než 100 lidí, nalezeny nebyly ani ostatky Bodrova.

### Filmografie
- 1989 - Freedom is Paradise (СЭР, Свобода - это рай), herec
- 1992 - Bělyj korol, krasnaja koroleva (Белый король, красная королева), herec
- 1996 - Kavkazský zajatec (Кавказский пленник), herec.
- 1997 - Bratr (Брат), herec
- 1998 -  The Stringer (Стрингер), herec
- 1999 - Východ-Západ (Восток-Запад), herec
- 2000 - Bratr -2 (Брат-2), herec
- 2001 - Sjostry (Сёстры), scenárista, režisér, herec
- 2001 - The Quickie (Давай сделаем это по-быстрому), herec
- 2002 -  Válka (Война), herec
- 2002 - Bear's Kiss (Медвежий поцелуй), herec
- 2002 - Svjaznoj (Связной),  scenárista, režisér, herec; (nedokončeno)

### Naučná literatura
- Bodrov S. S. Lo spazio cittadino nella pittura veneziana del XV—XVI secc- Annali della Fac. F. M. N. dell’anno 1995, p. 16-39. Universita di Roma «La Sapienza».
- Бодров С. С. Изображение архитектуры в венецианской живописи эпохи Возрождения // ИНИОН, № 53220 от 21.01.98. — 33 с.
- Бодров С. С. Архитектура в венецианской живописи Возрождения[nedostupný zdroj]: автореферат дис. . канд. искусствоведения. / 07.00.12. — М.:МГУ, 1998. — 19 с.